# تعادل درآمد

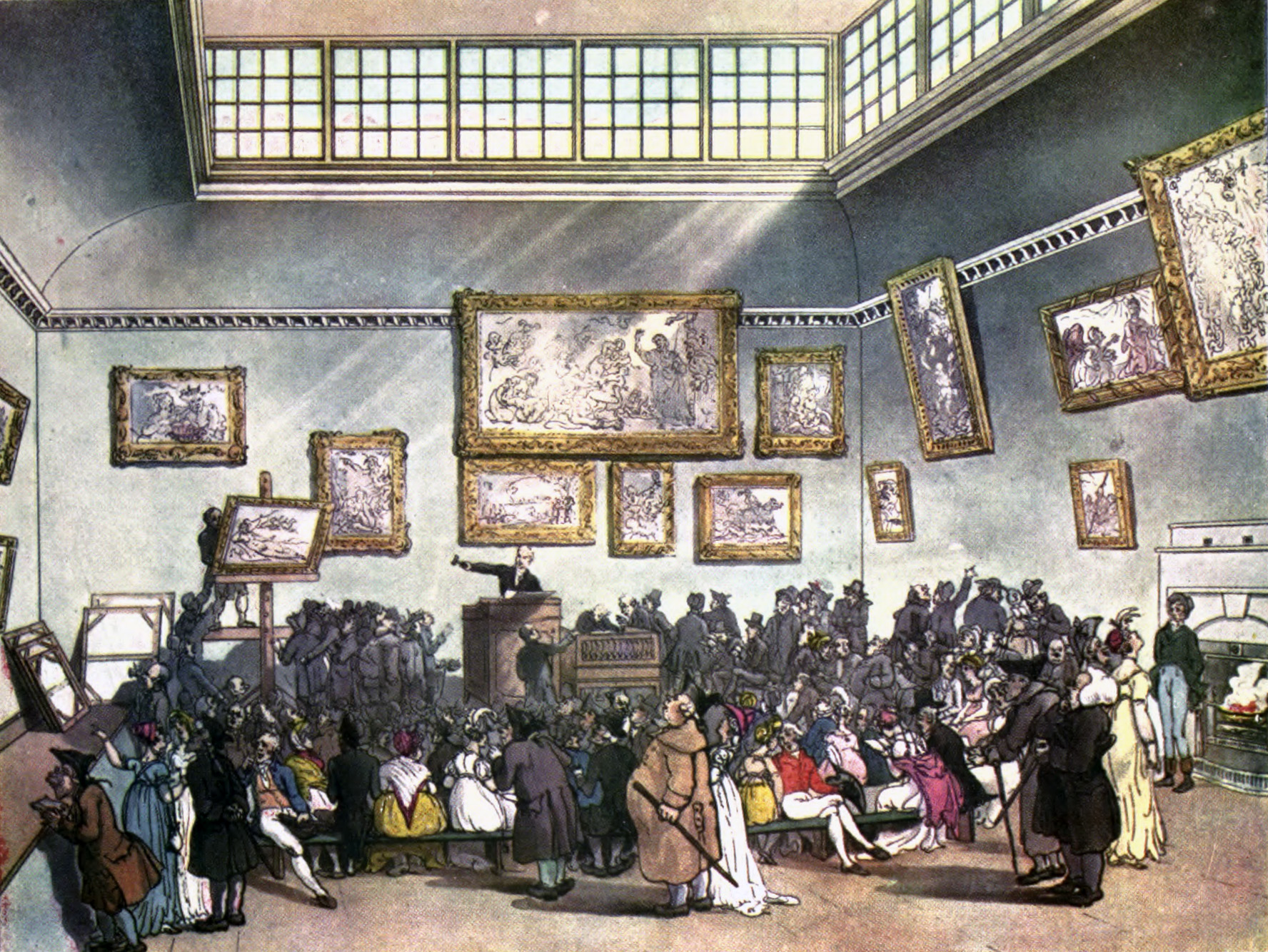
نظریه حراج

تعادل درآمد (به انگلیسی: Revenue equivalence) قضیه‌ای در نظریه حراج است که بیان می‌کند هر مزایده برای یک شیء، بین n نفر که نسبت به ریسک‌پذیری خنثی هستند (یعنی به ریسک کردن یا ریسک نکردن تمایل ندارند)، به این صورت برقرار کنیم که هر یک از n نفر یک قیمت مستقل از بقیه در ذهن خود در نظر بگیرد که از یک توزیع اکیداً صعودی مشترک بین n نفر، بدست آمده باشد. به ازای هر سازوکار با شرایط زیر، متوسط میزان درآمد یکسان خواهد بود.
- شیء همواره به فردی می‌رسد که بیشترین پیشنهاد را داده باشد.
- هر فرد با کمترین پیشنهاد، سودی برابر با صفر خواهد داشت.

توجه کنید در این قضیه، فرض بر این است که پیشنهاددهنده‌ها یکسان هستند و دو پیشنهاددهنده که پیشنهاد یکسانی می‌دهند، هزینه یکسانی باید پرداخت کنند.  

## تعاریف
برای اثبات این قضیه، و استفاده از آن، از این توابع استفاده خواهد شد.
- {\displaystyle v_{i}}: ارزش پیشنهادی نفر i-ام که کمینه مقدار آن، {\displaystyle v_{l}}است.
- {\displaystyle F(v)}: تابع توزیع تجمعی که افراد براساس آن ارزش پیشنهادی خود را بدست می‌آورند.
- {\displaystyle U_{i}(v)}: متوسط سودی که نفر i-ام با پیشنهاد دادن مقدار {\displaystyle v} در حالت تعادل بدست می‌آورد.
- {\displaystyle P_{i}(v)}: احتمال این که نفر i-ام با پیشنهاد دادن مقدار بتواند برنده شود.
- {\displaystyle E_{i}}: مقدار ثابتی که نفر i-ام باید برای شرکت در مزایده بپردازد.

## اثبات
با توجه به تعاریف، خواهیم داشت: {\displaystyle U_{i}(v_{i})=v_{i}P_{i}(v_{i})-E_{i}}
اگر پیشنهاددهنده i-ام که در حالت تعادل، ارزش {\displaystyle v_{i}}را پیشنهاد می‌دهد، استراتژی دیگر با ارزش {\displaystyle {\bar {v}}_{i}} را دنبال کند، خواهیم داشت:
{\displaystyle U_{i}({\bar {v}}_{i})+(v_{i}-{\bar {v}}_{i})P_{i}({\bar {v}}_{i})} ≤ {\displaystyle U_{i}(v_{i})}
از آن‌جایی که ارزش {\displaystyle v_{i}} نباید مشابه {\displaystyle v_{i}+dv} باشد، بنابراین:
{\displaystyle U_{i}(v_{i}+dv)+(-dv)P_{i}(v_{i}+dv)} ≤ {\displaystyle U_{i}(v_{i})}
هم‌چنین {\displaystyle v_{i}+dv}نباید مشابه {\displaystyle v_{i}} باشد، بنابراین:
{\displaystyle U_{i}(v_{i})+(dv)P_{i}(v_{i})} ≤ {\displaystyle U_{i}(v_{i}+dv)}
از ترکیب دو عبارت بالا نتیجه می‌شود که:
{\displaystyle P_{i}(v_{i})} ≤ {\displaystyle {\frac {U_{i}(v_{i}+dv)-U_{i}(v_{i})}{dv}}} ≤ {\displaystyle P_{i}(v_{i}+dv)}
با در نظر گرفتن حد dv→0 داریم:
{\displaystyle {\frac {dU_{i}}{dv}}=P_{i}(v_{i})} با انتگرال گرفتن به دست می‌آوریم:
{\displaystyle U_{i}(v_{l})+\int _{x=vl}^{v_{i}}P_{i}(v)dv} که نتیجه می‌دهد اگر مقدار {\displaystyle U_{i}(v_{l})} را بدانیم می‌توانیم سود آن شخص را برای هرارزش {\displaystyle v_{i}} محاسبه کنیم.
طبق شرط دومی که قضیه برای مزایده در نظر گرفته بود، سود هر نفر در حالتی که کمترین پیشنهاد ممکن را بدهد، برابر با 0 خواهد بود و در نتیجه، {\displaystyle U_{i}(v_{l})=0}
پس تابع سود هر نفر، مستقل از نحوه برگزاری مزایده است و تنها به توزیع احتمال مقدارهای پیشنهادی او بستگی دارد. در نتیجه، هر مزایده با شرایط ذکر شده در صورت قضیه، میانگین مقدار سود و پرداخت یکسانی را به ازای پیشنهاد دادن {\displaystyle v_{i}}برای نفر i-ام به همراه خواهد داشت.
از آن جایی که این موضوع برای تمام پیشنهاددهنده‌ها برقرار است، می‌توان نتیجه گرفت هر دو مکانیزم با شرایط ذکر شده، درآمد یکسانی به فروشنده می‌دهد.

## متوسط درآمد
از آنجایی که می‌دانیم درآمد حاصل از حراجی در هر حالتی که حراجی استاندارد باشد یکسان خواهد بود، این مقدار را در حراج اول قیمت بین دو فرد محاسبه می‌کنیم.
در این حالت، طبق رابطه‌ای که در قسمت قبل بدست آمد، می‌دانیم:
{\displaystyle U_{i}(v)=U_{i}(v_{l})+\int _{x=vl}^{v_{i}}P_{i}(v)dv=0+\int _{x=0}^{1}v*dv=v^{2}/2}
توجه کنید که در یک حراج بین دو نفر، احتمال برنده شدن یکی از افراد، به اندازه مبلغ پیشنهادی او (v) است زیرا مبلغ پیشنهادی فرد دیگر باید از بین 0 تا v به‌طور یکنواخت انتخاب شود.
متوسط سود هر فرد برابر است با:
{\displaystyle \int _{0}^{1}U_{i}(v)dv=\int _{0}^{1}{\frac {v^{2}}{2}}dv=1/6}
در نتیجه، سود برگزارکننده حراجی برابر خواهد بود با:
{\displaystyle \sum E_{v}[U_{i}(v)]=2*1/6=1/3}
در نتیجه، سود برگزارکننده حراجی در هر حراجی استاندارد، به‌طور متوسط {\displaystyle 1/3}خواهد بود. [1]

## محدویت‌ها
سه دلیل اصلی وجود دارد برای این‌که انواع مختلف حراج‌ها به درآمد یکسان برای فروشنده منجر نشود:
- پیشنهاد دهندها ممکن است ریسک خنثی نباشند بلکه ریسک‌گریزی داشته باشند.
- ارزیابی شخصی پیشنهاددهنده‌ها از تابع احتمال غیر یکسانی باشد.
- اطلاعاتی که پیشنهاد دهنده دربارهٔ ارزش شیء برای دیگران، دریافت می‌کند، در تصمیم او تأثیرگذارد.[۴]

## مثال

### حراج قیمت دوم
یک حراج استاندارد است که در آن، پیشنهاددهنده با ارزش بیش‌تر برنده می‌شود و ارزش پیشنهادی فردی که دوم شده‌است را پرداخت می‌کند.

### حراج قیمت اول
در حراج اول قیمت, پیشنهاددهنده با بالاترین پیشنهاد، برنده می‌شود و پیشنهاد خود را می‌پردازد. یک تعادل نش برای این حالت، حالتی است که همه پیشنهاددهندگان از تابع پیشنهاد {\displaystyle b(v)=E(\max _{j\neq i}v_{j}~|~v_{j}\leq v~\forall ~j)} استفاده کنند.
حراج‌های استاندارد زیاد دیگری وجود دارد. نمونه‌های آن به شرح زیر است :

### حراج با پرداخت کامل
همهٔ پیشنهاددهنده‌ها پیشنهاد خود را بیان می‌کنند، پیشنهاد بالاتر برنده می‌شود اما همهٔ پیشنهاددهندگان، پیشنهاد خود را پرداخت می‌کنند.

### ترکیب حراج قیمت اول و قیمت دوم
بالاترین پیشنهاد برنده می‌شود اما همه پیشنهاددهندگان میانگین اولین و دومین پیشنهاد بالا را پرداخت می‌کنند.

## حل حراج‌ها به شیوهٔ RET
اگر {\displaystyle b(v)} پیشنهاد پیشنهاددهنده با ارزش {\displaystyle v}در حالت تعادل باشد، داریم:
{\displaystyle P_{i}[b(v_{i})]=v}
{\displaystyle E[payment|b(v_{i})]={\frac {v^{2}}{2}}}
با استفاده از این می‌توانیم تعادل {\displaystyle b(v)} را در حراج‌های مختلف حل کنیم:

### حراج قیمت اول
در حراج اول قیمت, پیشنهاد خود را پرداخت می‌کنید اگر برنده شوید، در نتیجه:
{\displaystyle E[payment|b(v_{i})]=P[b(v_{i})].b(v_{i})}
در نتیجه داریم:
{\displaystyle {\frac {E[payment|b(v_{i})]}{P[b(v_{i})]}}={\frac {v}{2}}}

### حراج با پرداخت کامل
در حراج با پرداخت کامل، در هر دو صورت برنده یا بازنده شدن هر پیشنهاددهنده، پیشنهاد خود را پرداخت می‌کند، در نتیجه داریم:

{\displaystyle E[payment|b(v_{i})]=b(v_{i})={\frac {v^{2}}{2}}} 

## مفاهیم
از این قضیه می‌توانیم نتیجه بگیریم که هر حراجی که یک شی در آن وجود دارد و بدون هیچ شرطی شی به پیشنهاددهنده‌ای داده می‌شود که بالاترین پیشنهاد را بدهد، برگزارکننده حراج، درآمد مورد انتظار یکسانی دارد. بنابراین برای این که بتوانیم درآمد حراج را افزایش دهیم باید تابع خروجی را تغییر دهیم. برای این کار می‌توانیم یک قیمت رزرو را برای شی مشخص کنیم چون در این حالت، شیء مورد حراج، همیشه به کسی که بالاترین پیشنهاد را داده تعلق نمی‌گیرد، تابع خروجی تغییر می‌کند. با انتخاب قیمت رزو مناسب، حراج‌کننده می‌تواند درآمد مورد انتظار بالاتری دریافت کند.